# Ищенко, Иван Иванович
Иван Иванович Ищенко — советский хозяйственный, государственный и политический деятель.

## Биография
Родился в 1927 году. Член КПСС.
С 1950 года — на хозяйственной, общественной и политической работе. В 1950—1991 гг. — строитель и организатор строительства в городе Москве, инструктор Отдела строительства ЦК КПСС, заместитель председателя Госстроя СССР.
За создание новой отрасли промышленного строительства, основанной на разработке лёгких индустриальных конструкций, их заводского поточного изготовления, комплексной поставки и скоростного монтажа был в составе коллектива удостоен Государственной премии СССР в области науки и техники 1978 года.
Живёт в Москве.